# Controversia sobre la eliminación de contenidos en Wikipedia

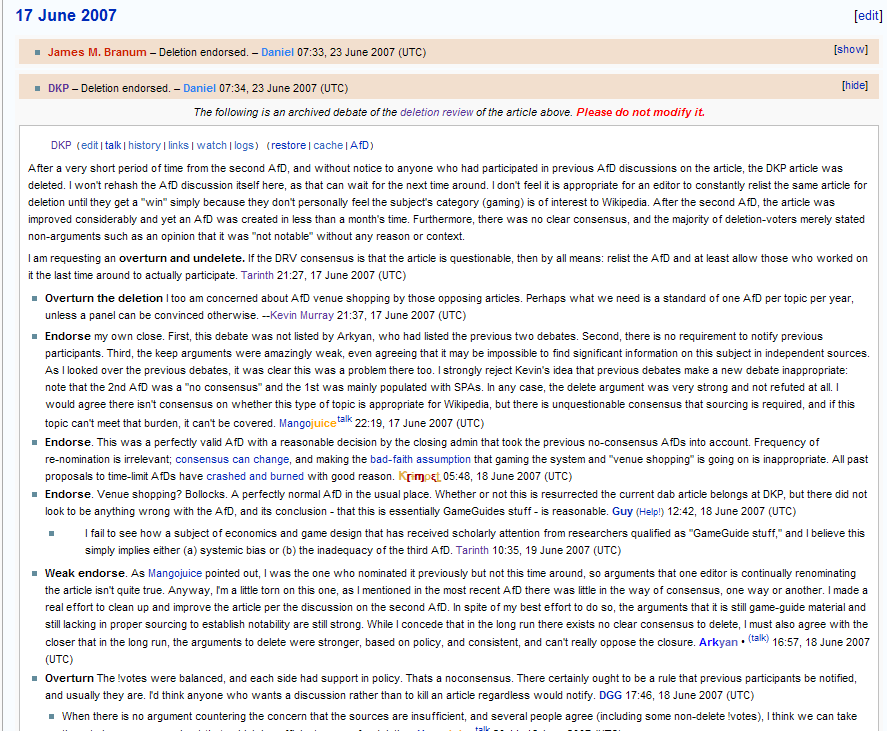
Una página de discusión sobre un artículo para excluirlo de la Wikipedia inglesa.

La controversia entre el llamado supresionismo (en inglés: deletionism) y el inclusionismo (en inglés: inclusionism) se refiere a la disputa al interior de Wikipedia entre aquellos que sostienen los criterios de una mayor selección y pertinencia o una mayor inclusión y exhaustividad de los artículos.
Los «supresionistas» normalmente abogan por la eliminación de elementos por considerarlos poco valiosos. También proponen eliminar artículos que no son referenciados, de contenido dudoso, o por cualquier otra actitud que haga que el artículo sea considerado «poco enciclopédico».
En cambio, los «inclusionistas» argumentan que Wikipedia debe hacer más esfuerzos por extender sus temas en la forma de artículos nuevos, alegando que las políticas de aceptación a la fecha son en extremo duras y exigentes en cuanto a la aceptación, por ejemplo, de blogs destacados y otras páginas web como fuentes.

## Trasfondo

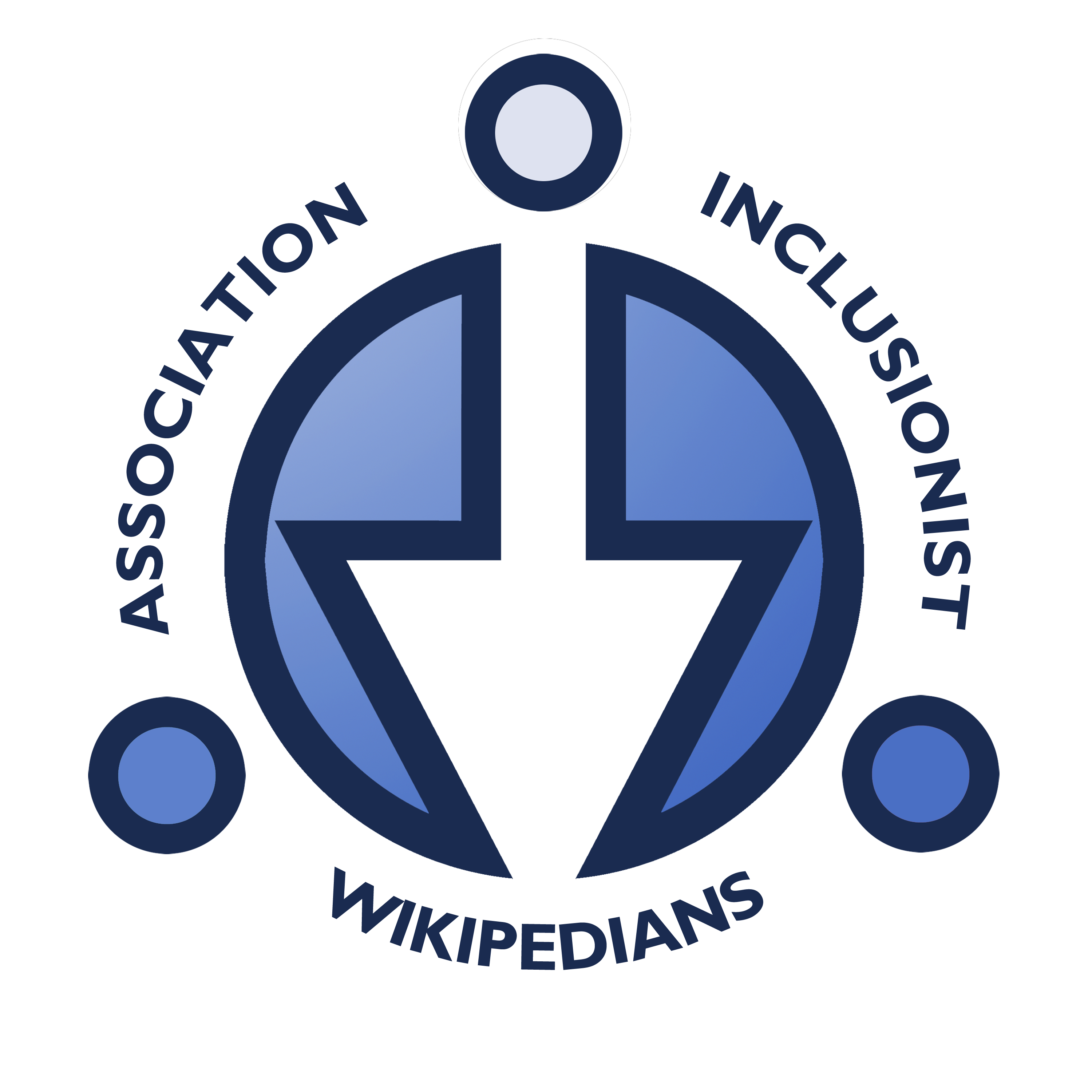
Asociación de Wikipedistas Inclusionistas

Debido a las preocupaciones sobre el vandalismo y la adecuación del contenido, la mayoría de las wikis requieren políticas con respecto a la inclusión de contenido. Wikipedia ha desarrollado espacios para la resolución de conflictos con respecto a las disputas de artículos individuales. Estos debates, que pueden ser iniciados por cualquier persona, tienen lugar en una página de "Artículos para su eliminación". Gran parte de la discusión concierne no solo al contenido de cada artículo en cuestión, sino también a "diferentes perspectivas sobre cómo editar una enciclopedia ideal".
Al final de cada debate, un administrador juzga la calidad del consenso de la comunidad. Los artículos que no requieren debate pueden marcarse y eliminarse sin debate por parte de los administradores. Si se disputa la decisión del administrador, entonces la discusión se puede llevar a "revisión de eliminación", donde la comunidad discute la decisión del administrador. 

### Posiciones

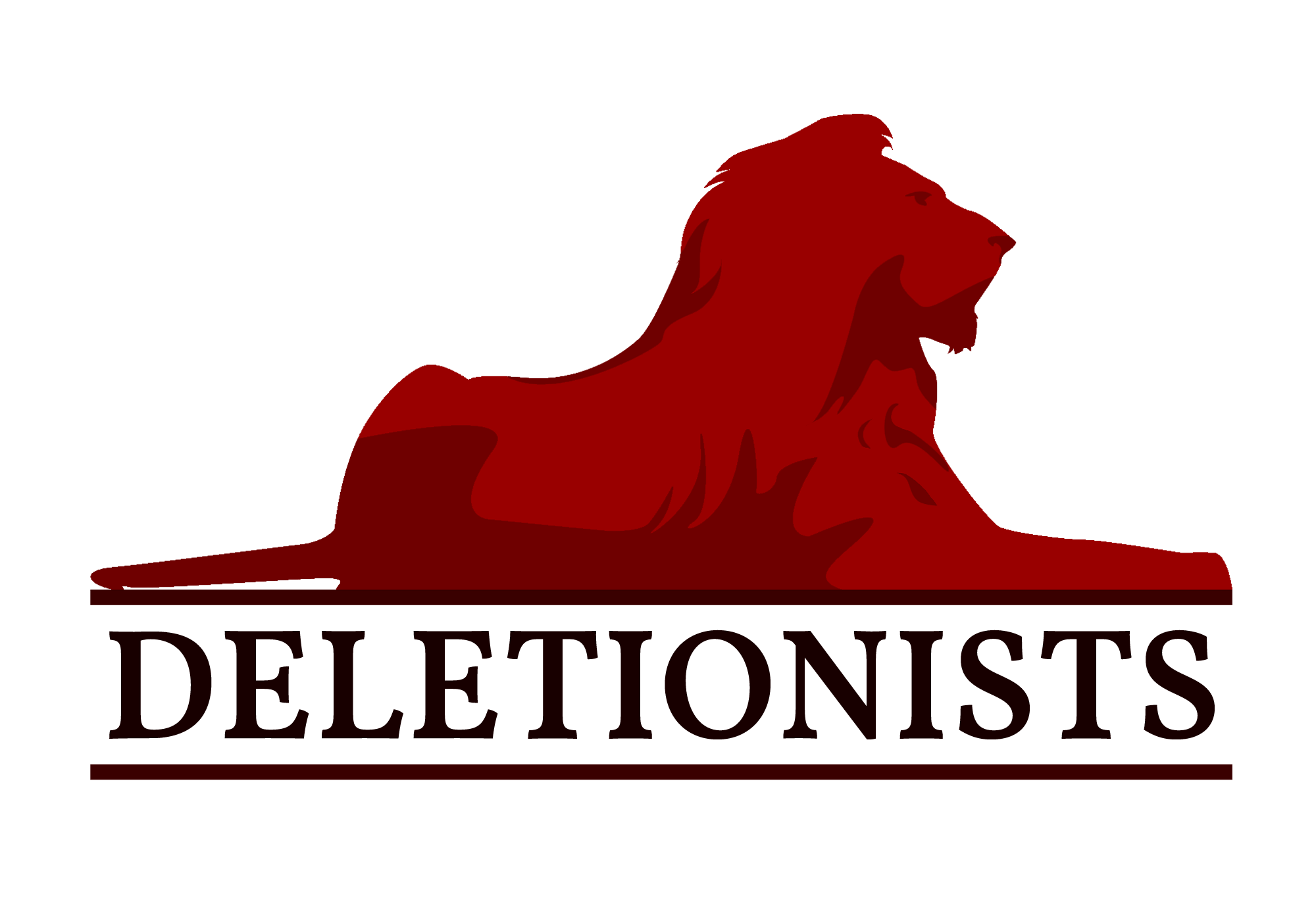
Asociación de Wikipedistas Delecionistas

La "Asociación de Wikipedistas Inclusionistas" y la "Asociación de Wikipedistas Delecionistas" fueron fundadas por administradores. Cada una tiene una página de Wikimedia que enumera sus respectivos miembros, cartas y principios. Aunque están escritas en tono humorístico, revelan la importancia de Wikipedia para sus editores.
Los inclusionistas pueden argumentar que el interés de unos pocos es una condición suficiente para la existencia de un artículo, ya que dichos artículos son inofensivos y no hay restricción de espacio en Wikipedia. Favoreciendo lo idiosincrásico y subjetivo, un eslogan inclusivo es "Wikipedia no es paper".
Por otro lado, los delecionistas favorecen la objetividad y la conformidad, sosteniendo que "Wikipedia no es Google", un "depósito de chatarra", o "un vertedero de hechos". Argumentan que el interés de suficientes personas es una condición necesaria para la calidad del artículo, y los artículos sobre temas triviales dañan la credibilidad y el éxito futuro de Wikipedia. Abogan por el establecimiento y la aplicación de normas y políticas específicas como una forma de jurisprudencia.
El profesor de periodismo K.G. Schneider ha identificado la mentalidad del delecionismo como una manifestación de que el énfasis de la enciclopedia pasó de la cantidad a la calidad.